# Otero de Bodas
Otero de Bodas es un municipio y localidad española de la provincia de Zamora, en la comunidad autónoma de Castilla y León.

## Topónimo
La primera parte del nombre, Otero, es una clara referencia a «El Muelo de la Vieja», cerro aislado que está situado junto al pueblo, desde el que se domina el llano que lo rodea. Respecto a la segunda parte del nombre, hay dos leyendas que intentan explicarlo. En la primera de ellas, la tradición habla de la visita de un caballero de alto rango del Siglo de Oro, que se acercó hasta Otero a conocer a su futura esposa, de origen portugués. La segunda leyenda, mucho más popularizada, otorga el nombre del pueblo a un caballero llamado Gil Otero de Biedma, que habría sido caballero de la corte de Enrique IV, y que tuvo la mala suerte de deshonrar a la dama equivocada y así, tras la afrenta, esta le maldijo a no encontrar placer en el amor salvo con doncella virgen y únicamente en la noche de bodas. Como el maleficio dio en cumplirse, el caballero inició una carrera por desposar a todas las doncellas de la comarca, acabando con sus vidas una tras otra. Este hecho motivó según esta leyenda que Gil Otero desposara continuamente doncellas con el objetivo de alcanzar el placer que se le había negado, acabando a continuación con la vida de las mismas para así poder desposar una nueva, lo que le valió el apodo de Otero de Bodas. La sierra de la Culebra se convirtió según esta leyenda, sin quererlo, en la aliada de sus fechorías. Gil de Otero encontró en ella un paraje inhóspito y temido por las gentes de los alrededores, conocido como Tozoloslobos, próximo a Otero de Bodas y que se convirtió en el lugar ideal para abandonar los cuerpos de sus esposas que terminaban convirtiéndose así en alimento de lobos y alimañas. Pasado el tiempo, Gil comenzó a sentir arrepentimiento por el daño que había causado a los habitantes de la comarca, una noche emprendió el camino hacia el paraje maldito de Tozoloslobos y allí se suicidó ahorcándose.

## Geografía

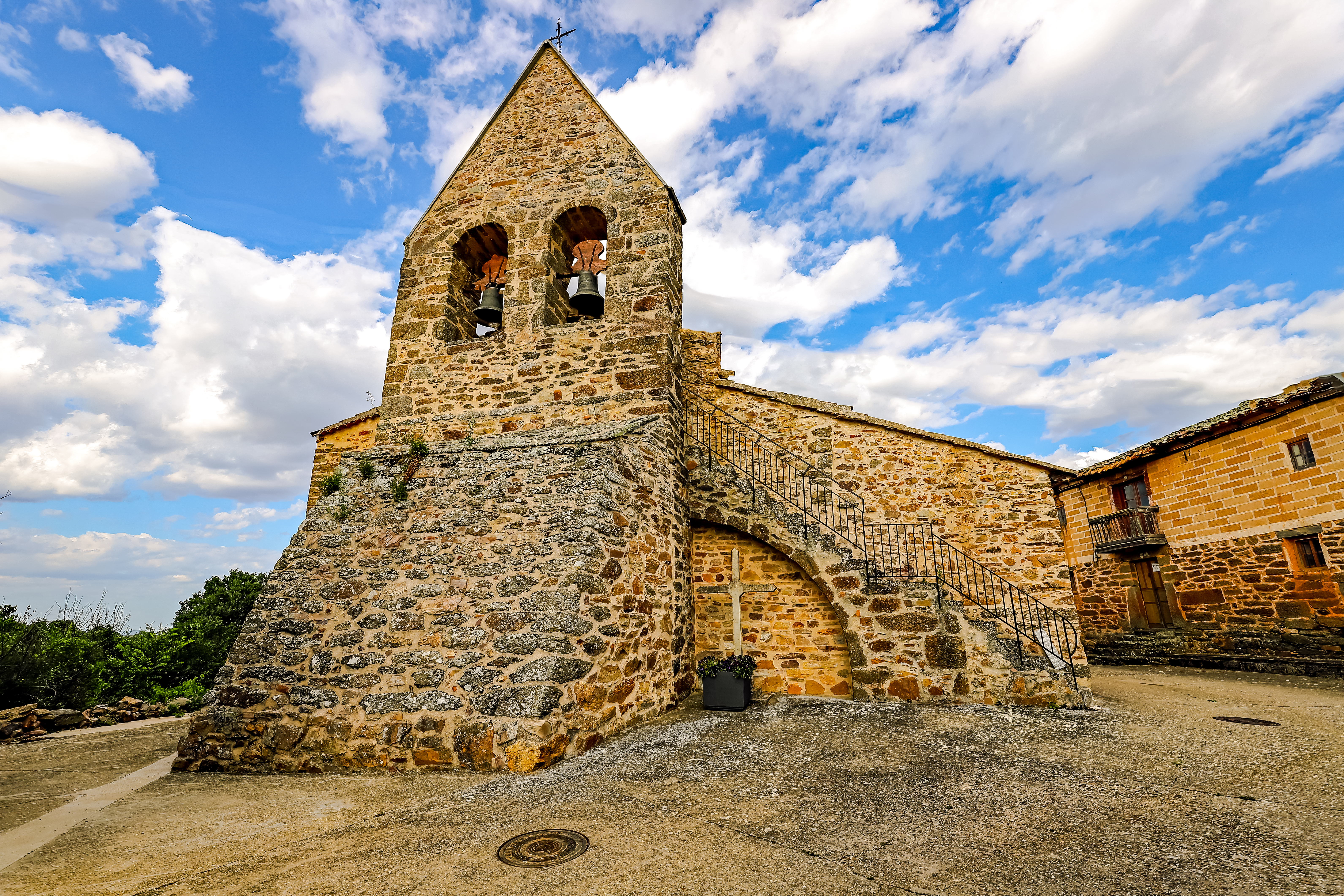
Iglesia de Santiago Apóstol

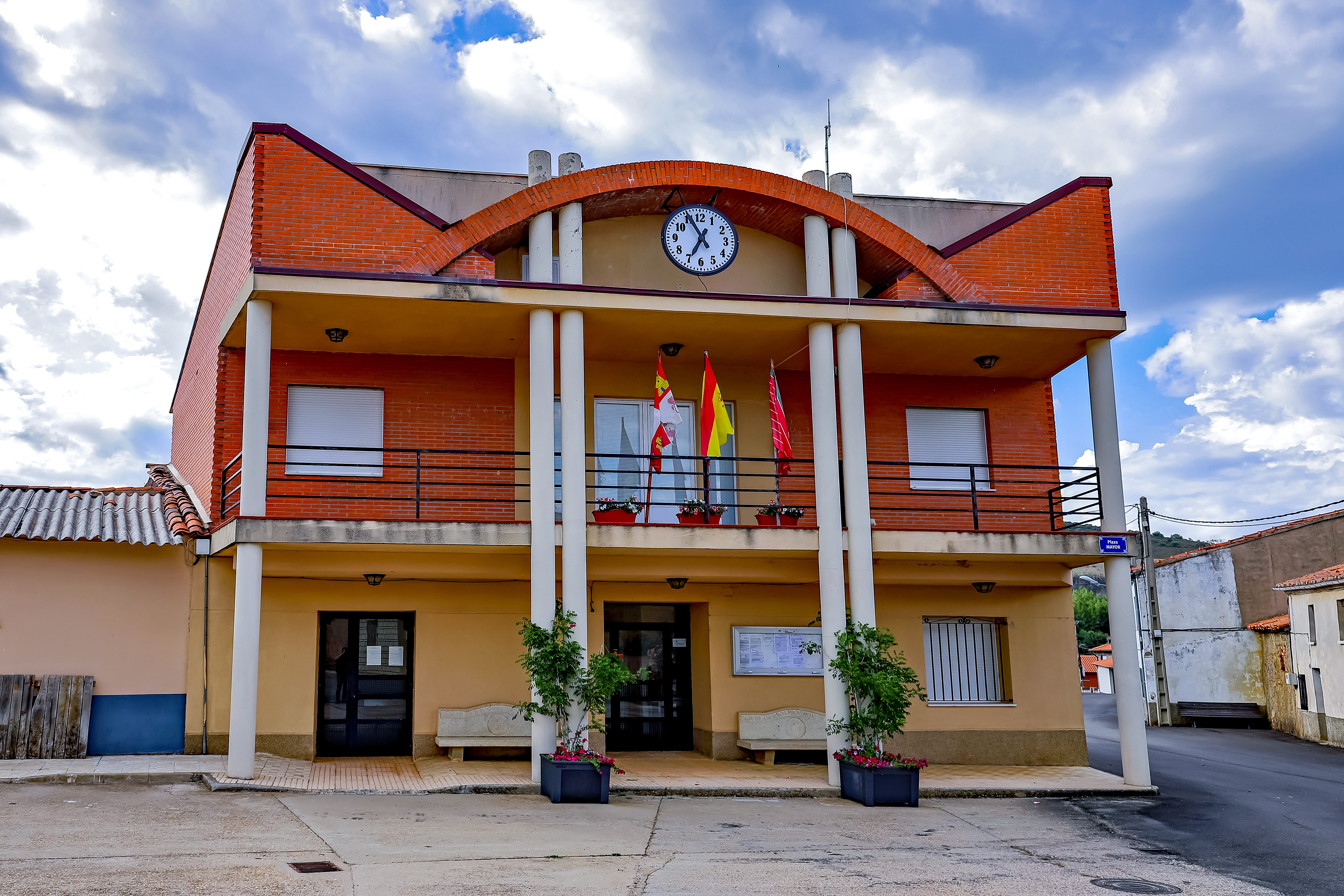
Ayuntamiento

Otero de Bodas se encuentra situado en la comarca de La Carballeda, a 31 km de Puebla de Sanabria, 48 km de Benavente (Zamora) y 50 km de Zamora, la capital provincial.
Ubicado en la comarca de La Carballeda, tiene una superficie de 49,94 km² y una altitud media de 836 m. Junto al pueblo se encuentra el «El Muelo» o «El Muelo de la Vieja», monte emblemático desde el cual se obtienen unas espectaculares vistas tanto de esta localidad como de buena parte de la comarca que tiene la curiosidad de ser totalmente morado en época de floración. Además, este paraje alberga la «huella del caballo de Santiago», consistente en una marca en la piedra que tiene forma de herradura que la leyenda vincula con la huella dejada en un salto por el caballo del apóstol Santiago. Su término es parte del espacio natural de la sierra de la Culebra, que además es reserva nacional de caza desde 1973 y reserva regional de caza desde 1996, aparte de haber sido propuesto como lugar de importancia comunitaria LIC. Su casco urbano tiene muestras de la arquitectura tradicional por doquier, siendo la piedra y el adobe sus grandes protagonistas. De entre sus inmuebles, destaca la presencia de su iglesia parroquial de Santiago, donde se conservan algunos elementos arquitectónicos del siglo XII, combinados con otros más tardíos de los siglos XV y XVI.

### Naturaleza
El Muelo o El Muelo de la Vieja es un monte emblemático situado junto a Otero de Bodas y desde el cual se obtienen unas espectaculares vistas tanto de esta localidad como de la comarca. Posee la curiosidad en la época de floración de ser totalmente morado. Asimismo alberga la "huella del caballo de Santiago", marca en la piedra que la leyenda otorga a una huella del caballo del apóstol Santiago.

### Clima
Otero de Bodas tiene un clima Csb (templado con verano seco y templado) según la clasificación climática de Köppen.
| Parámetros climáticos promedio de Otero de Bodas en el periodo 1961-2003 | Parámetros climáticos promedio de Otero de Bodas en el periodo 1961-2003 | Parámetros climáticos promedio de Otero de Bodas en el periodo 1961-2003 | Parámetros climáticos promedio de Otero de Bodas en el periodo 1961-2003 | Parámetros climáticos promedio de Otero de Bodas en el periodo 1961-2003 | Parámetros climáticos promedio de Otero de Bodas en el periodo 1961-2003 | Parámetros climáticos promedio de Otero de Bodas en el periodo 1961-2003 | Parámetros climáticos promedio de Otero de Bodas en el periodo 1961-2003 | Parámetros climáticos promedio de Otero de Bodas en el periodo 1961-2003 | Parámetros climáticos promedio de Otero de Bodas en el periodo 1961-2003 | Parámetros climáticos promedio de Otero de Bodas en el periodo 1961-2003 | Parámetros climáticos promedio de Otero de Bodas en el periodo 1961-2003 | Parámetros climáticos promedio de Otero de Bodas en el periodo 1961-2003 | Parámetros climáticos promedio de Otero de Bodas en el periodo 1961-2003 |
| Mes | Ene.                                                                     | Feb.                                                                     | Mar.                                                                     | Abr.                                                                     | May.                                                                     | Jun.                                                                     | Jul.                                                                     | Ago.                                                                     | Sep.                                                                     | Oct.                                                                     | Nov.                                                                     | Dic.                                                                     | Anual                                                                    |
| --- | ------------------------------------------------------------------------ | ------------------------------------------------------------------------ | ------------------------------------------------------------------------ | ------------------------------------------------------------------------ | ------------------------------------------------------------------------ | ------------------------------------------------------------------------ | ------------------------------------------------------------------------ | ------------------------------------------------------------------------ | ------------------------------------------------------------------------ | ------------------------------------------------------------------------ | ------------------------------------------------------------------------ | ------------------------------------------------------------------------ | ------------------------------------------------------------------------ |
| Temp. media (°C) | 3.5                                                                      | 5.1                                                                      | 7.5                                                                      | 9.0                                                                      | 12.6                                                                     | 17.1                                                                     | 20.3                                                                     | 20.0                                                                     | 16.8                                                                     | 11.5                                                                     | 7.1                                                                      | 4.4                                                                      | 11.3                                                                     |
| Precipitación total (mm) | 77.4                                                                     | 66.6                                                                     | 54.0                                                                     | 64.5                                                                     | 62.4                                                                     | 38.4                                                                     | 21.5                                                                     | 15.7                                                                     | 39.2                                                                     | 74.0                                                                     | 78.2                                                                     | 85.1                                                                     | 677.3                                                                    |
| Fuente: Ministerio de Agricultura, Alimentación y Medio Ambiente. Datos de precipitación para el periodo 1961-2003 y de temperatura para el periodo 1970-2003 en Otero de Bodas 3 de octubre de 2012 |                                                                          |                                                                          |                                                                          |                                                                          |                                                                          |                                                                          |                                                                          |                                                                          |                                                                          |                                                                          |                                                                          |                                                                          |                                                                          |

## Historia
Los orígenes poblacionales de Otero de Bodas se atestiguan en la Edad del Hierro. Asimismo, junto a la localidad, por la falda del Muelo, cruza la XVII Vía Augusta romana, que unía Braga y Astorga. Posteriormente se recogen menciones al paso de la corte visigoda por el territorio municipal en el año 456, a las razias de Almanzor y al Camino de Santiago. Según el historiador J. Pampliega, en el año 456 los visigodos al mando de Teodorico II, pasaron por Otero de Bodas en su trayecto hasta Braganza. En todo caso, el territorio municipal quedó encuadrado en la Alta Edad Media en el Reino de León, siendo repoblado por sus monarcas. 
Durante la Edad Moderna, Otero fue una de las localidades que se integraba en la «provincia de las Tierras del Conde de Benavente», que para el voto en Cortes estaba representada por Valladolid, lugar de residencia del conde-duque benaventano.
Finalmente, con la creación de las actuales provincias en 1833, Otero de Bodas quedó adscrito a la provincia de Zamora, dentro de la Región Leonesa, la cual, como todas las regiones españolas de la época, carecía de competencias administrativas. Tras la constitución de 1978, este municipio pasó a formar parte en 1983 de la comunidad autónoma de Castilla y León, junto con el resto de municipios de la provincia de Zamora.

## Geografía humana

### Demografía
Cuenta con una población de 166 habitantes (INE 2024).
| Gráfica de evolución demográfica de Otero de Bodas entre 1842 y 2021 |
| |
| Población de derecho según los censos de población del INE Población de hecho según los censos de población del INEEntre el censo de 1857 y el anterior, crece el término del municipio porque incorpora a 495151 (Val de Santa María) |

El proceso de despoblación que afecta a toda la España rural de interior desde mediados del siglo XX ha afectado también a Otero de Bodas, que viene reduciendo su población de forma dramática desde 1960.

### Núcleos de población
El municipio se divide en dos núcleos de población, que poseían la siguiente población en 2024 según el INE.
| Núcleo de población | Población |
| ------------------- | --------- |
| Otero de Bodas      | 129       |
| Val de Santa María  | 37        |

## Monumentos y lugares de interés
- Iglesia de Santiago: conserva algunos elementos arquitectónicos del siglo XII, combinados con otros más tardíos de los siglos XV y XVI.
- Arquitectura tradicional: En ella la piedra y el adobe se erigen como grandes protagonistas.
- Iglesia y ermita de «Los Mártires de Val de Santa María», situadas ambas en la única pedanía del municipio.

## Cultura

### Fiestas
Otero de Bodas celebra sus fiestas en honor a Santiago Apóstol, patrón de la localidad, cuyos festejos se realizan los días circundantes al 25 de julio. Asimismo, el 15 de mayo se celebra la festividad de San Isidro Labrador y el 31 de mayo la Fiesta de las Mozas.